# あっぱれサン
『あっぱれサン』（あっぱれさん）は、秋竜山による日本の4コマ漫画作品。読売新聞朝刊に連載された。
1980年（昭和55年）1月1日から1982年（昭和57年）3月29日まで連載されていた、二世帯家族の天晴（あっぱれ）家を中心としたホームドラマ。全800回。奔放なナンセンス漫画で知られる秋の読売新聞連載は思い切った人選であったが、特有の飄々としたタッチで日々の生活風景を描いていった。2年余で終了し、より穏やかな正調4コマホームドラマとしての次作『コボちゃん』（植田まさし・作）は40年以上続いている。
単行本は三月書房より全7巻が刊行された。

## 登場人物
主人公
サラリーマン。飄々とした性格。
主人公の妻
専業主婦。おっとりした性格。
主人公の父
老人。主人公と同居。
主人公の母
老人。主人公と同居。初期は嫁との仲は良好だったが、だんだんと確執が凄くなる。
主人公の長男
小学生低学年。
主人公の長女
幼女。
主人公の次男
赤ん坊。